# Клод I де Вержи
Клод I де Вержи (фр. Claude I de Vergy; 1485 — 9 (или 11) января 1560), граф де Грюер — бургундский военачальник и государственный деятель.

## Биография
Сын Гийома IV де Вержи, сеньора де Сен-Дизье, и Анны де Рошешуар.
Барон и сеньор де Шамплит, Фуван, Море, Ла-Рошель, Монришье, и прочее.
В 1503 году в Лионе принес оммаж Людовику XII за сеньорию, землю и замок Ринье.
В 1507 году император Максимилиан I, «осведомленный о его мужестве и рассудительности», назначил Клода капитаном ста всадников, из числа четырехсот, набранных в графстве Бургундском.
26 июня 1513 император в Вормсе назначил Клода де Вержи маршалом Бургундии, на место его отца, «как в рассуждении доблестей, мужества и опытности в военном деле, которые тот показал, так и ради великих и значительных услуг, оказанных ему ранее домом де Вержи».
В 1520 году, после смерти Гийома IV, Клод отослал герцогу Савойскому его цепь и мантию ордена Аннунциаты. В следующем году от своего имени и имени своего брата Гийома, сеньора д’Отре, Клод заключил соглашение с Марком де Лабомом, графом де Монревелем, бароном Шатовилена, Тиля и Грансе, и его женой Анной де Шатовилен, на предмет земель и сеньорий Шарье, Пор-сюр-Сон, Пюзе и Пюзи, пообещав выплатить сумму в 9000 франков.
В 1523 году Клод подтвердил вечное соглашение, заключенное его отцом с сеньорами города Фрибура, пообещав в точности исполнять все его пункты.
Затем он заключил договор о разделе семейных владений с братом Гийомом, взяв себе сеньории Шамплит и Фуван, и совокупность владений, проданных или заложенных, и которые предстояло выкупить (Фрет, Пьерфит, Савиньи, Эше, Персе-ле-Гран, Монталло, Отель, Шамплит-ла-Виль, Монс, Франуа, Маржилле, Нёвиль, и прочие). Также он получил шестую часть соляных копей Салена, названную разделом Виньори, сеньорию Монришье в стране Во, право выкупа сеньории Море, находившейся в руках господ Тальме и Флеже, за сумму в 30 000 франков. Соглашение было подписано в Шамплите 15 августа 1525, в присутствии Жерара де Вьена, барона д’Антиньи, барона Клода де Рея, суверенного сеньора Виклюйера, и Жерара Варнеро, сеньора де Морне, бальи Шамплита.
Месяцем позже Клод составил завещание, по которому Шамплит и шестая часть соляных копей должна была перейти к его мужскому потомству, а в случае отсутствия такового на момент его смерти — к брату Гийому и его мужским потомкам.
Император Карл V жалованной грамотой, данной 1 июня 1537 в Вальядолиде, назначил Клода де Вержи своим наместником в графстве Бургундском и положил ему ежегодный пенсион в тысячу франков.
Грамотой, данной в Шпайере 15 июня 1544, император предписал Клоду мобилизовать всю знать и держателей фьефов и арьерфьефов Франш-Конте и быть готовым к обороне провинции в случае вражеского вторжения. В том же году наместнику было приказано действовать совместно с графом Вильгельмом фон Нассау и принцем Оранским, направленным во Франш-Конте.
В 1546 году на капитуле в Утрехте был принят в рыцари ордена Золотого руна.
В 1555 году Клод де Вержи направил Гиона Муше, сеньора де Шато-Роллана и Шевинье, императорского виночерпия, посла и специального прокурора, от имени императора на ближайшем Баденском рейхстаге возобновить и продлить соглашение о нейтралитете, заключенное тремя годами ранее в Куси между графством Бургундским и Лигой всех кантонов Верхней Германии. После этого король Филипп II в знак признания заслуг наместника грамотой, данной в Брюсселе 25 февраля 1556, определил ему пенсион в 1500 франков в год.
В 1557 году Генрих II освободил Клода от службы или участия в бане и арьербане за фьефы, которые тот держал в нескольких бальяжах королевства.
Продал сеньорию Монришье Анри де Кораве, сеньору де Сен-Мартену, а все, что ему принадлежало в Нёвиле — Югу Мармье, сеньору де Гастель, Лонгви и Муассе.
Умер в возрасте 75 лет 9 января 1560, и был погребен в коллегиальной церкви Шамплита.

## Семья
1-я жена (брак с церковного разрешения 30.08.1501): Элен де Грюер (ум. 1522), дочь графа Луи де Грюера, и Клод де Сессель. Наследовала графство Грюер после смерти брата Франсуа де Грюера, и император Максимилиан I пожаловал ей и ее мужу инвеституру в июле 1500. Затем Клод получил от Жана, самозваного графа де Грюера, баронию Обон за выкуп в сумме 18 000 флоринов лозаннской монетой, весом в 12 солей каждый флорин. Брак бездетный
2-я жена (1523): Филиберта де Вьен (1510—?), дочь Жерара де Вьена, барона д’Антиньи и Сент-Обена, и Бенины де Дентевиль, дамы де Рюффе и Коммарьен. Принесла в приданое 18 000 ливров
Дочь:
- Антуанетта де Вержи, дама де Фуван. Муж 1): Анри де Понтайе, сеньор де Флеже и Пон-сюр-Сон. Одна из дочерей от этого брака, Клодин де Понтайе, вышла замуж за Франсуа де Вержи, графа де Шамплита; 2): Жан де Шуазёль, барон де Ланк и Ла-Ферте-сюр-Аманс. Сеньория Фуван позднее перешла к потомству от второго брака